# Одувил ла Ибер
Одувил ла Ибер (фр. Audouville-la-Hubert) насеље је и општина у северној Француској у региону Доња Нормандија, у департману Манш која припада префектури Шербур-Октевил.
По подацима из 2011. године у општини је живело 57 становника, а густина насељености је износила 8,91 становника/km². Општина се простире на површини од 6,40 km². Налази се на средњој надморској висини од m метара (максималној 22 m, а минималној 1 m).

## Демографија
| 1962. | 1968. | 1975. | 1982. | 1990. | 1999. | 2011. |
| ----- | ----- | ----- | ----- | ----- | ----- | ----- |
| 95    | 128   | 129   | 93    | 97    | 83    | 57    |

График промене броја становника у току последњих година